# Australasien
Australasien er et begreb for regionen, som omfatter Australien, New Zealand, Ny Guinea og de mange mindre øer i nærheden. Begrebet er løst defineret og bruges mest af britiske geografer med definitioner, som varierer fra kun New Zealand, Australien og Ny Guinea, til hele Oceanien.
Tidligere er Australasien blevet brugt som navn på hold, som har haft deltagere fra både Australien og New Zealand. Eksempler på dette er i tennis mellem 1905 og 1913, da Australien og New Zealand stillede med deres bedste spillere for at konkurrere sammen i Davis Cup. Australasien deltog også i Sommer-OL 1908 og Sommer-OL 1912 samt i Festival of Light i London, som var en forløber til Commonwealth Games.
0°N 100°Ø / 0°N 100°Ø